# Franck Scurti
Franck Scurti, né en 1965 à Lyon, est un artiste français. Il vit et travaille à Paris depuis 1992.

## Biographie
Franck Scurti utilise indifféremment tous les médiums : vidéo, sculpture, installation et son œuvre se constitue autour d’une réflexion sur l’art, les signes sociaux et la réalité de l’époque. Ses œuvres sont souvent créés à partir de matériaux et de formes trouvées, des choses dépourvues de valeurs qu’il redéfinit soigneusement en élaborant à chaque fois leur logique d’apparition.
Au fil du temps, cette suite de travaux forme peu à peu un récit où les associations de sens entre chaque œuvre se substituent à un style ou à un genre. Ce récit se réfère à l’histoire occidentale d’une représentation originellement établie par des lois religieuses ou magiques. Il est traversé par les données politiques, économiques et scientifiques qui ponctuent nos vies quotidiennes.

## Principales expositions individuelles
- 1997 : Chicago / Flipper, CCC de Tours
- 1998 : Street Credibility, Le Parvis, centre d'art contemporain, Pau
- 2002 : Flags Vision, Fonds régional d'art contemporain Normandie, Caen
- 2002 : Before and After, Palais de Tokyo et Centre national de la photographie, Paris
- 2006 : Air-mess, vitrine Hermès, Tokyo
- 2007 : What is Public Sculpture?, Le Magasin, CNAC de Grenoble
- 2009 : Empty World, musée Picasso de Vallauris
- 2009 : Rétrospective Franck Scurti, Le Creux de l'enfer, Thiers
- 2011 : Work of Chance au musée d'art moderne et contemporain de Strasbourg
- 2013 : Les Reflets, gare de Toulouse-Matabiau
- 2014 :  Mamco, Genève
- 2022 : Mars, Galerie Michel Rein, Paris[1]

## Publication
- Sept à sept, coll. « L'art en écrit », éditions Jannink, Paris, 2005